# Balsam Lake, Wisconsin
Balsam Lake là một làng thuộc quận Polk, tiểu bang Wisconsin, Hoa Kỳ. Năm 2006, dân số của làng này là 950 người.